# Michał Wojtylak
Michał Wojtylak – polski matematyk, doktor habilitowany nauk matematycznych. Specjalizuje się w algebrze liniowej i teorii operatorów. Profesor Katedry Analizy Funkcjonalnej Instytutu Matematyki Wydziału Matematyki i Informatyki Uniwersytetu Jagiellońskiego.

## Życiorys zawodowy
Matematykę ukończył na Uniwersytecie Jagiellońskim w 2003, gdzie następnie rozpoczął pracę naukową. Stopień doktorski uzyskał w 2007 broniąc pracy pt. Dominacja operatorów i jej zastosowania przygotowanej pod kierunkiem prof. Jana Stochela. W okresie od września 2012 do lutego 2014 przebywał na stażu naukowym w Uniwersytecie Technicznym w Berlinie, gdzie w 2015 uzyskał habilitację na podstawie pracy pt. Analysis of spectra of operators and matrices in indefinite inner product spaces. W grudniu 2016 uzyskał na macierzystym Wydziale Matematyki i Informatyki UJ stopień doktora habilitowanego na podstawie oceny dorobku naukowego i rozprawy pt. Lokalizowanie wartości własnych w skończenie i nieskończenie wymiarowych przestrzeniach Hilberta.
Swoje prace publikował w takich czasopismach jak m.in. „SIAM Journal on Matrix Analysis and Applications”, „Journal of Functional Analysis”, „Journal of Mathematical Analysis and Applications”, „Electronic Communications in Probability", „Linear Algebra and Its Applications" oraz „Integral Equations and Operator Theory”.